# Néa Palátia
Néa Palátia (Nea Palatia) är en ort i Grekland.   Den ligger i prefekturen Nomarchía Anatolikís Attikís och regionen Attika, i den östra delen av landet, 40 km norr om huvudstaden Aten. Néa Palátia ligger 23 meter över havet och antalet invånare är 2 723.
Terrängen runt Néa Palátia är platt åt nordväst, men åt sydost är den kuperad. Havet är nära Néa Palátia åt nordost.Runt Néa Palátia är det ganska tätbefolkat, med 93 invånare per kvadratkilometer. Närmaste större samhälle är Ágios Stéfanos, 19,9 km söder om Néa Palátia. 